# NGC 2565
NGC 2565 est une galaxie spirale barrée située dans la constellation du Cancer. NGC 2565 a été découverte par l'astronome germano-britannique J. Gerhard Lohse en 1886.

## Caractéristiques
La classe de luminosité de NGC 2565 est II-III et elle présente une large raie HI. Le bulbe de NGC 2565 occupe une région restreinte (RET pour retired nucleu). NGC 2565 est aussi une galaxie à sursaut de formation d'étoiles.

### Distance
Sa vitesse par rapport au fond diffus cosmologique est de 3 814 ± 16 km/s, ce qui correspond à une distance de Hubble de 56,3 ± 4,0 Mpc (∼184 millions d'al).
À ce jour, 14 mesures non basées sur le décalage vers le rouge (redshift) donnent une distance de 52,057 ± 5,319 Mpc (∼170 millions d'al), ce qui est à l'intérieur des valeurs de la distance de Hubble. 

### Morphologie
L'image prise par le programme SDSS montre clairement que cette galaxie est entourée d'un anneau, comme d'ailleurs indiqué par la classification de la base de données NASA/IPAC et le professeur Seligman.

### Émission de radiation ultraviolette
NGC 2565 est une galaxie dont le noyau brille dans le domaine de l'ultraviolet. Elle est inscrite dans le catalogue de Markarian sous la cote Mrk 386 (MK 386).

## Supernova
Deux supernovas ont été découvertes dans NGC 2565 : SN 1960M et SN 1992I.

### SN 1960M
Cette supernova a été découverte le 26 octobre 1960 par Alercio M. Gomes à l'observatoire Palomar. Le type de cette supernova n'a pas été déterminé.

### SN 1992I
Cette supernova a été découverte le 29 février 1992 par l'astronome amateur français Christian Buil. Cette supernova était de type II.

## Groupe de NGC 2545
NGC 2565 fait partie du groupe de NGC 2545. Outre NGC 2565 et NGC 2545, les autres galaxies du groupe sont UGC 4308, CGCG 119-44 et CGCG 119-56.